# Omega-higasi Iwa
Omega-higasi Iwa är en kulle i Antarktis. Den ligger i Östantarktis. Norge gör anspråk på området. Toppen på Omega-higasi Iwa är 37 meter över havet.
Terrängen runt Omega-higasi Iwa är kuperad åt sydost. Havet är nära Omega-higasi Iwa åt nordväst. Trakten är obefolkad. Det finns inga samhällen i närheten. 